# Мартін Фернандіш
Ма́ртін Море́йра Моуті́нью Ферна́ндіш (порт. Martim Moreira Moutinho Fernandes; нар. 18 січня 2006, Валонгу) — португальський футболіст, захисник клубу «Порту».

## Клубна кар'єра
Виступав за молодіжну команду «Валонгенсе», а 2017 року приєднався до академії «Порту». 18 січня 2022 року підписав з клубом свій перший професіональний контракт.
В травні 2022 року дебютував у професіональному футболі в складі «Порту Б» в матчі Сегунда-ліги проти «Спортінга» (Ковілья). Окрім цього в віці 16 років і шести місяців став наймолодшим дебютантом у дивізіоні. В серпні 2022 року був офіційно переведений в резерв «Порту». 28 вересня 2023 року був названий молодим футболістом року в «Порту».
11 жовтня 2023 року англійська газета The Guardian назвала його одним з 60-ти найкращих футболістів світу 2006 року народження. 20 жовтня 2023 року дебютував в основному складі «Порту» в матчі Кубка Португалії проти клубу «Вілар де Пердізеш», замінивши Жуана Маріу. 17 березня 2024 року в поєдинку Сегунди проти «Фейренсі» забив свій перший гол за резервну команду. 12 квітня продовжив контракт з «Порту» до 2028 року. 28 квітня 2024 року в матчі проти лісабонського «Спортінга» дебютував у Прімейра-лізі, ставши четвертим наймолодшим гравцем в історії дербі О Классіку.
3 серпня 2024 року став володарем Суперкубку Португалії, в якому «Порту» переміг «Спортінг». 3 жовтня того ж року в матчі загального етапу Ліги Європи УЄФА проти англійського клубу «Манчестер Юнайтед» дебютував у єврокубках.
В червні 2025 року виступав на клубному чемпіонаті світу в США. На провів три матчі, а його команда не вийшла з групи, посівши 3-тє місце.

## Кар'єра в збірній
Виступав за збірні Португалії до 16, до 17 і до 19 років. В травні 2022 року потрапив в заявку збірної до 17 років на юнацький чемпіонат Європи в Ізраїлі. На турнірі провів 3 матчі, дійшовши з командою до півфіналу, де португальці поступились французами в серії післяматчевих пенальті.
В травні 2023 року виступав за збірну до 17 років на юнацькому чемпіонаті Європи в Угорщині, де провів 3 поєдинки, а португальці не вийшли зі своєї групи. В червні 2023 року потрапив в заявку збірної до 19 років на юнацький чемпіонат Європи, що проходив на Мальті. На турнірі провів 4 гри, дійшовши з командою до фіналу, де португальці мінімально поступились одноліткам з Італії (0-1).

## Статистика виступів
Станом на 11 серпня 2025
| Клуб              | Сезон             | Чемпіонат         | Чемпіонат | Чемпіонат | Кубок | Кубок | Кубок ліги | Кубок ліги | Єврокубки | Єврокубки | Інші  | Інші | Всього | Всього |
| Клуб              | Сезон             | Дивізіон          | Матчі     | Голи      | Матчі | Голи  | Матчі      | Голи       | Матчі     | Голи      | Матчі | Голи | Матчі  | Голи   |
| ----------------- | ----------------- | ----------------- | --------- | --------- | ----- | ----- | ---------- | ---------- | --------- | --------- | ----- | ---- | ------ | ------ |
| Порту Б           | 2022–23           | Сегунда-ліга      | 11        | 0         | —     | —     | —          | —          | —         | —         | —     | —    | 11     | 0      |
| Порту Б           | 2023–24           | Сегунда-ліга      | 24        | 1         | —     | —     | —          | —          | —         | —         | —     | —    | 24     | 1      |
| Порту Б           | Всього            | Всього            | 35        | 1         | —     | —     | —          | —          | —         | —         | —     | —    | 35     | 1      |
| Порту             | 2023–24           | Прімейра-ліга     | 4         | 0         | 2     | 0     | 0          | 0          | 0         | 0         | 0     | 0    | 6      | 0      |
| Порту             | 2024–25           | Прімейра-ліга     | 25        | 0         | 2     | 0     | 1          | 0          | 5         | 0         | 4     | 0    | 37     | 0      |
| Порту             | 2025–26           | Прімейра-ліга     | 1         | 0         | 0     | 0     | 0          | 0          | 0         | 0         | 0     | 0    | 1      | 0      |
| Порту             | Всього            | Всього            | 30        | 0         | 4     | 0     | 1          | 0          | 5         | 0         | 4     | 0    | 44     | 0      |
| Всього за кар'єру | Всього за кар'єру | Всього за кар'єру | 65        | 1         | 4     | 0     | 1          | 0          | 5         | 0         | 4     | 0    | 79     | 1      |

1. ↑  Матчі в Лізі Європи УЄФА
2. ↑  1 матч в Суперкубку Португалії, 3 матчі на клубному чемпіонаті світу

## Досягнення
- Володар Кубка Португалії: 2023–24[27]
- Володар Суперкубка Португалії: 2024[28]